# Дворец Нойенхоф
Дворец Нойенхоф (нем. Schloss Neuenhof) — дворец в городе Люденшайд, расположенный на юге города, в районе Эльспеталь; так как здание заселено владельцем — графом фон Буше-Кесселем — интерьер дворца закрыт для посетителей.

## История и описание
Дворец Нойенхоф является одним из наиболее исторически значимых памятников Люденшайда. Первое обнаруженное упоминание о замке относится к документу 1326 года: исследователи полагали, что первоначально это был полноценный укрепленный замок. В 1981 году на месте сегодняшнего рва были обнаружены осколки посуды XIV века. В 1643 году главное здание замка было перестроено с использованием средневекового фундамента здания-предшественника, а в 1693 году главный корпус был сильно поврежден пожаром — его реконструкция, включая сооружения нескольких пристроек, продолжалась до 1695 года. В XVIII веке здание претерпело многочисленные структурные изменения: так в 1746 году между башнями был добавлен ризалит. Последним значительным этапом в истории здания стала перестройка его северного «передового укрепления» (нем. Vorburg), произошедшая в 1808 году.
Замок является родовой резиденцией аристократического рода фон Нойенхоф: но потомки рода не жили во дворце с XIX века до 1970-х годов. Во время Второй мировой войны, в период 1943—1944 годов, во дворце были размещены военнопленные и «принудительные работники» (нем. Zwangsarbeiter) местного лесного хозяйства. После войны большая часть поместья была конфискована и в течение многих лет использовалась бельгийским военным командованием. В 1974 году граф фон Буше-Кесселем окончательно переехал в древнюю резиденцию своего рода.